# Кайков Андрій Альбертович
Андрій Кайков (рос. Андрей Альбертович Кайков) (нар. 25 грудня 1971, Брянськ) — російський актор театру і кіно.

## Біографія
Народився 25 грудня 1971 року в Брянську. Навчався в середній школі № 56. З 1990 по 1994 рік — Вище театральне училище імені М. С. Щепкіна (курс Н. А. Верещенко). Першою дружиною актора стала його однокурсниця Євгенія Дмитрієва, шлюб тривав два роки. Після цього актор одружився вдруге — на своїй колезі актрисі Ганні Мохової. Новий подружній союз став тривалішим. За сім років шлюбу знаменитості зуміли обзавестися спільним сином. В даний час актор мешкає з третьою дружиною — журналісткою на ім'я Людмила. У цьому шлюбі на світ з'явилося двоє синів. Нагороджений Митрополитом Брянським і севським Олександром орденом Олега Брянського 2-го ступеня за активну участь в будівництві Храму Великомученика Пантелеймона в сел. Мале Кузьмино р Брянська. Андрій Кайков — уболівальник московського ЦСКА, регулярно відвідує матчі футбольного та хокейного клубів, в тому числі і на виїзних матчах, причому найчастіше — в фанатському секторі.
Після початку повномасштабного вторгнення Росії в Україну у 2022 році Андрій Кайков публічно висловив підтримку політиці російського керівництва та воєнним діям проти України. В інтерв’ю журналістці Світлані Баласанян він заявив, що не уникає обговорення цієї теми та вважає неприйнятним «відкрите зрадництво» з боку колег, які засудили вторгнення. Також Кайков повідомив, що відвідує поранених російських військових у шпиталях і має намір поїхати в зону бойових дій на тимчасово окупованій України.

## Вибрана фільмографія
- 6 кадрів
- Вороніни